# بيل هارت (لاعب كرة قاعدة)
بيل هارت (بالإنجليزية: Bill Hart)‏ هو لاعب كرة قاعدة أمريكي، ولد في 4 مارس 1913 في Wiconisco, Pennsylvania ‏ في الولايات المتحدة، وتوفي في 29 يوليو 1968 في ليكينز في الولايات المتحدة.

## وصلات خارجية
- بيل هارت (لاعب كرة قاعدة) على موقع دوري كرة القاعدة الرئيسي (الإنجليزية)
- بيل هارت (لاعب كرة قاعدة) على موقعبيزبول رفرنس.كوم (الدوري الرئيسي) (الإنجليزية)
- بيل هارت (لاعب كرة قاعدة) على موقعبيزبول رفرنس.كوم (الدوري الثانوي) (الإنجليزية)
- بيل هارت (لاعب كرة قاعدة) على موقع جمعية أبحاث البيسبول الأمريكية (الإنجليزية)